# ステファン・バイッチ (2001年生のサッカー選手)
ステファン・バイッチ（セルビア語: Стефан Бајић、2001年12月23日 - ）は、フランス・サン＝テティエンヌ出身のサッカー選手。ブリストル・シティFC所属。ポジションはGK。

## クラブ歴
サン＝テティエンヌに生まれ、6歳で地元のASサンテティエンヌの下部組織に加入した。2018年5月2日に2021年6月末までのプロ契約を締結した。2019年4月8日には契約を1年延長した。
ジスラン・プランタンが監督に昇格すると、テオ・ヴェルモを追い抜いて第3ゴールキーパーとなった。2019年9月25日のリーグ・アンではステファヌ・リュフィエ、ジェシ・ムランの両ゴールキーパーが負傷で出られなかったため、ゴールマウスを守る事となりプロ初出場を記録した。この出場により彼はクラブ史上最年少でリーグ・アンにスターティングメンバーとして出場した選手となった。
その後も第3ゴールキーパーの立ち位置であったが、2021年2月11日のクープ・ドゥ・フランスでムランがハムストリングスに違和感を覚えたために出場、その後もムランが離脱したためにリーグ戦でも出場する機会があった。
2022年2月4日にリーグ・ドゥのポーFCに完全移籍した。
同年7月5日にEFLチャンピオンシップのブリストル・シティFCに3年契約で完全移籍した。

## 代表歴
年代別代表ではフランス代表としての出場経歴があり、UEFA U-19欧州選手権2019、東京オリンピックに参加した。

## 私生活
フランス生まれであるが、血筋はセルビアに持っている.。